# Belgie na Letních olympijských hrách 1988
Belgie se účastnila Letní olympiády 1988 v jihokorejském Soulu. Zastupovalo ji 59 sportovců (35 mužů a 24 žen) v 16 sportech.

## Medailisté
| Medaile | Jméno               | Sport             | Soutěž        |
| ------- | ------------------- | ----------------- | ------------- |
| Bronz   | Frans Peeters       | Sportovní střelba | Muži trap     |
| Bronz   | Robert Van de Walle | Judo              | Muži do 95 kg |